# Żabiniec (Kluczbork)
Pour les articles homonymes, voir Żabiniec.
Żabiniec est une localité polonaise de la gmina et du powiat de Kluczbork en voïvodie d'Opole.